# Desges

Desges este o comună în departamentul Haute-Loire, Franța. În 2009 avea o populație de 70 de locuitori.